# Bobowa
Bobowa (prononciation : [bɔˈbɔva]), également connu sous le nom yiddish de Bobov (yiddish : בּאָבּאָוו), est un village de 3 086 habitants du sud de la Pologne.
Le village est situé dans la powiat de Gorlice dans la voïvodie de Petite-Pologne.

## Histoire
Bobowa, est le lieu supposé, avec Lviv (Lwow en Polonais), de la naissance de Wojciech (Albert) Bobowski (1610-1675), il est enlevé par des tartars et envoyé à Constantinople. Il prend le nom turque  d'Ali Ufqi. Musicien accomplit et grand érudit, il parlait une dizaine de langues. Son œuvre servit de référence et de lien entre est et ouest.

Le village possédait avant la Seconde Guerre mondiale une yechiva, célèbre pour être un centre historique du hassidisme, créé par le tzadik (juste) de Bobov. En 1900 la communauté juive de Bobowa comptait 749 personnes. Pendant la Seconde Guerre mondiale, Bobowa devint un village de concentration, où les Juifs de toute la région environnante furent emprisonnés avant d'être massacrés.

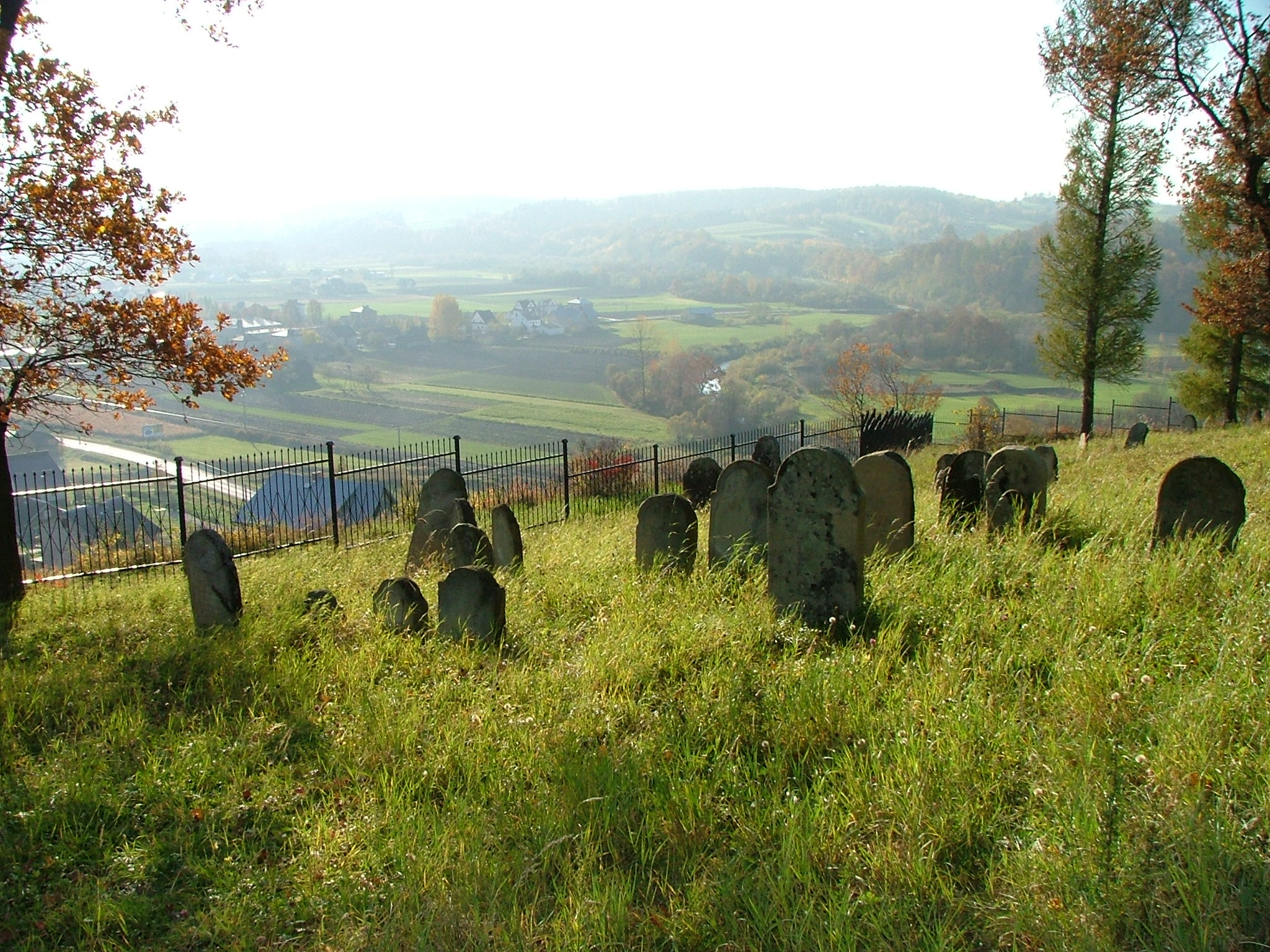
Le cimetière juif de Bobowa

Bobowa est un village dans la Powiat de Galicie dans le Sud de la Pologne, rattaché administrativement à la Voïvodie de Petite-Pologne, situé à 18 km au nord-est de Nowy Sącz.
Après la guerre, le grand-Rabbin Shlomo Halberstam (le second) (1907 – 2 août 2000) reconstitua la dynastie hassidique de Bobov en Amérique. C'était le fils du rabbin Ben Zion Halberstam (1874 - 1941) qui mourut pendant la Shoah. Cette dynastie, initialement installée à Borough Park dans la circonscription de Brooklyn (New York), possède maintenant des branches à Williamsburg (Brooklyn) ; à Monsey (New York) ; Miami ; Montréal ; Toronto ; Anvers ; Londres et en Israël.